# Stanislav Jelínek
Stanislav Jelínek (Praag, 25 maart 1945) is een hedendaags Tsjechisch componist, muziekpedagoog en organist. 

## Leven
Jelínek studeerde van 1959 tot 1965 orgel en compositie onder andere bij Jan Zdeněk Bartoš aan het Praags Conservatorium en van 1965 tot 1970 compositie en muziektheorie bij Jiří Pauer aan de Akademie múzických umění (AMU) Akademie van de muzikale Kunsten te Praag. Verder deed hij van 1983 tot 1985 een post gradueerde studie eveneens aan de AMU voor de muziek van de 20e eeuw en muziektheorie. 
Van 1965 tot 1993 was hij professor voor muziektheorie en compositie aan het Vojenské konzervatoři (Conservatorium voor Militaire Muziek) in Roudnici nad Labem in de  regio Litoměřice. Van 1970 tot 1973 werkte hij ook mee aan het werklijst van liturgische kerkmuziek van P. Karel Břízy in het klooster Svatá Hora in de buurt van Příbram. Van 1993 tot 2003 was hij professor in de muziektheorie aan het Jaroslav-Ježek Conservatorium in Praag.
Als componist schreef hij werken voor orkest, voor harmonieorkest en kamermuziek.

## Composities

### Werken voor orkest
- 1972 Předehra (Ouverture)
- 1974 Concert, voor hobo en kamerorkest
- 1975 Symfonie "In nomine vitae"
- 1976 Předehra (Ouverture)
- 1976 Tři dramatické fresky, voor koperblazers, strijkorkest en pauken
- 1978 Concerto, voor trombone en orkest
- 1979 Concerto, voor trombone en orkest
- 1979 Contrabasso contra alto
- 1980 Vivace, voor kamerorkest
- 1982 Concerto da camera, voor viool en orkest
- 1983 Tři epizody (Drie episodes)
- 1986 Partita, voor fluit en kamerorkest
- 1989 Concertino, voor orgel en strijkorkest
- 1990 Ad fontes, symfonisch gedicht voor groot orkest
- 1990 Concert, voor orgel, pauken en strijkorkest
- 1990 Concertino, voor trompet en strijkorkest
- 1992 Concerto, voor orkest
- 1992 Předehra na staročeský chorál, voor fluit, piano en orkest
- 1993 Concertino, voor piano en strijkorkest
- 1995 Piccolinetta. Suita voor picollo en strijkorkest
- 1996 Concerto per 19 stromenti
- 1997 Symfonie, voor strijkorkest
- 1997 Concerto per archi
- 1998 Signum programmuziek voor orkest
- 1998 Concertino, voor trompet en strijkorkest
- 1999 Incipit, voor groot orkest
- Concerto á 15
- Chorální předehra na píseň z doby J.A.Komenského, voor fluit, piano en strijkorkest
- Koncertantní suita, voor kamerorkest
- Partita, voor althobo en strijkorkest
- Passacaglia, voor strijkorkest

### Werken voor harmonieorkest
- 1967 Impromptu
- 1974 Festivalová předehra (Feestelijke ouverture)
- 1978 Concerto grosso, voor twee trompeten, trombone en harmonieorkest
- 1978 Canto giubiliso
- 1980 Pochodeň míru
- 1982 Concert, voor trombone en harmonieorkest
- 1984 Koncertní polonéza (Concertante Polonaise)
- 1988 Pochodeň míru, ouverture
- 1989 Polonéza
- 1990 Arabeska
- 1993 Koncertní rondo, voor trombone en harmonieorkest
- 1996 Concert, voor tuba en harmonieorkest
- 1996 Introdukce, fuga a chorál (Introductie, fuga en koraal), voor groot harmonieorkest
- 1998 Intrata solemnis
- 1999 Suita na témata anglických skladatelů
  1. Introdukce
  2. Pavana
  3. Gavota
- Al fresco, voor trompet, hoorn, trombone en harmonieorkest
- Dejvická, polka
- Na hezké přátelství
- Romance voor harmonieorkest

### Missen, cantates en gewijde muziek
- 1969 Magnificat, voor solisten, gemengd koor, strijkorkest, pauken en orgel
- 1969-2002 30 mešních proprií
- 1970 3 žalmy (Drie psalmen), voor gemengd koor en orgel
- 1990 Pět motet, op Tsjechische en Latijnse liturgische tekst voor gemengd koor
- 1994 Missa brevis, voor gemengd koor en harmonieorkest
- 1997 Stabat Mater, cantate voor gemengd koor a capella
- 1998 Missa III, voor gemengd koor en harmonieorkest
- 2000 Kantáta ke cti sv. Zdislavy, voor sopraan, tenor, gemengd koor, strijkorkest, pauken en orgel
- Historie mého srdce, cantate voor bariton en orkest - tekst: J. Taufer
- Missa brevis, voor drie solisten, gemengd koor en klein orkest

### Toneelwerken
- 1986-1988 Komedie plná lásky, opera - libretto: Jiřího Bednáře

### Vocale muziek
- 1978 Historie mého srdce, voor bariton en orkest - tekst: J. Taufra
- 1990 Bajky, voor sopraan en gitaar
- 1991 Tři sonety beze slov, voor sopraan, fluit, viool en klarinet
- 1991 Pražské mosty a pražská náměstí.6 písní, voor fluit en sopraan
- Hymna Medového odpoledne, voor sopraan en drie contrafagotten - tekst: Ervín Schulhoff
- Dvě sopránové árie z duchovní kantáty "Josue", voor sopraan
- Poutník, voor sopraan en piano

### Werken voor koor
- 1986 3 madrigaly, voor gemengd koor
- 1986 Geometrie života, 4 liederen voor gemengd dubbelkoor - tekst: Jana Pilaře
- 1991 Písničky, voor gemengd koor, fluit en piano
- 1991 Pod sedmiramenným svícnem, op Hebreeuwse tekst - voor gemengd koor
- 1992 Labyrint srdce. 8 úvah, voor gemengd koor en orgel - tekst: Jan Amos Komenského
- 1992 Labyrint světa.Osm úvah, voor gemengd koor en piano - tekst: Jan Amos Komenského
- 1995 Čtyřlístek a Štěstí. Dva mužské sbory
- 2000 Koleda z Toleda - III. část cyklu Nám, nám, narodil se!, voor sopraan, gemengd koor, fluit, viool, cello en orgel
- Lauda Sion, voor gemengd koor
- Mravenec, voor gemengd koor - tekst: Lenka Touskova
- Pán opravdu vstal z mrtvých
- Pásmo vánočních koled pro dětský sbor, orchestr a varhany „Z betlémské krajiny“, voor gemengd koor, orkest en orgel
- Pisnicka o Jonasovi, voor gemengd koor - tekst: Ludek Rejchrt
- Toto je den
- Vitej, prijmi lasku Bozi, voor gemengd koor - tekst: Samuel Verner

### Kamermuziek
- 1977 Ohlasy, trio voor viool, altviool en cello
- 1979 Invence, voor twee trompetten en trombone
- 1981 Čtyři preludia, voor fluit, marimba en gitaar
- 1982 Blazerskwintet
- 1982 Blazers nonet
- 1984 Fantasia chinesa, voor fluit en piano
- 1989 Metamorfózy, voor trombone en piano
- 1990 Vivat Vranický!, voor blazers sextet
- 1990 Sonáta, voor contrafagot en piano
- 1990 Concerto, voor cello, fluit, hobo, klarinet en piano
- 1990 Koncertní hudba, voor tuba en piano
- 1990 Koncertní kus, voor tuba en piano
- 1991 Divertimento no. 10, voor fluit, viool en fagot
- 1991 Divertimento, voor drie eufonia
- 1992 Elegie a rondo, voor viool, cello en piano
- 1992 Divertimento no. IX, voor vier hoorns
- 1997 Malé kolokvium, voor fluit, hobo, klarinet, hoorn en fagot
- 1998 Hrátky, voor fluit en gitaar
- 1999 Sonáta, voor hobo en piano
- 2001 Sonáta, voor fluit en piano
- Divertimento no. 6, voor drie fagotten
- Kasace, voor twee trompetten en twee trombones
- Od jara do zimy, voor twee trompetten en twee hoorns

### Werken voor orgel
- 1989 Introdukce a toccata
- 1993 Hudba pro Altmünster

### Werken voor piano
- 1982 Sonata
- 1990 Pocta D. Scarlattimu, voor piano vierhandig
- 1990 Malá mořská víla. Sedm skladeb, voor piano
- 2000 Suita brevis, voor twee piano's

### Werken voor gitaar
- 1992 Na šesti strunách

## Publicaties
- Stanislav Jelínek: Z abecedy hudby I. díl Praha, 1992.
- Stanislav Jelínek: Z abecedy hudby II. díl Praha, 1993.
- Stanislav Jelínek: Základní hudební pojmy v otázkách a odpovědích. Kladno, 1998.

- Bibliothèque nationale de France: cb148132566 (data)
- Gemeinsame Normdatei: 1215236115
- International Standard Name Identifier: 0000 0001 0982 0759
- Library of Congress Control Number: n85367787
- Nationale Bibliotheek van Tsjechië: jn20000620139
- Virtual International Authority File: 66731140
- WorldCat: E39PBJhd8pmQDYt7F9QJtvw3cP